# Actinote lynsa
Actinote lynsa är en fjärilsart som beskrevs av D'almeida 1922. Actinote lynsa ingår i släktet Actinote och familjen praktfjärilar. Inga underarter finns listade i Catalogue of Life.